# Diana mit ihren Gefährtinnen
Diana mit ihren Gefährtinnen ist ein Historiengemälde, das 1655/1656 gemalt wurde und Jan Vermeer zugeschrieben wird. Das 98,5 Zentimeter hohe und 105 Zentimeter breite Ölgemälde ist eine Darstellung der Jagdgöttin Diana. Es ist das dritte Bild Vermeers der Gattung Historienmalerei nach Christus bei Maria und Martha und Die heilige Praxedis, die er zu Beginn seiner Malerlaufbahn anfertigte. Heute ist es im Mauritshuis zu sehen.
Da dem Bild vor allem in der Darstellung der Körperhaltungen Mängel nachgesagt wurden, wurden wiederholt stilkritische Zweifel laut, dass es überhaupt ein Werk Vermeers sei. Diese Zweifel lassen sich bis heute weder bestätigen noch entkräften.

## Bildbeschreibung
Das Gemälde Diana mit ihren Gefährtinnen zeigt Diana, auch Artemis genannt, in der Gesellschaft von vier Nymphen. Die Identität der zentral im Bild auf einem Stein sitzenden griechischen Göttin der Jagd, die als besonders keusch galt, wird über das Diadem verdeutlicht, das die Mondsichel als ihr Attribut zeigt. Sie trägt ein ockerfarbenes Gewand und lässt sich ihre nackten Füße von einer vor ihr knienden Nymphe waschen. In der Darstellung dieser rituellen Handlung greift Vermeer das christliche Motiv der Fußwaschung auf. Das Bild ist handlungsarm, zwei Nymphen sitzen mit Diana auf dem Stein, eine davon halbnackt und dem Betrachter abgewandt, eine steht im Hintergrund und betrachtet, wie die Vierte die Fußwaschung vornimmt. Am linken Bildrand sitzt ein Hund. Die schwarz gekleidete Nymphe im Bildhintergrund könnte Kallisto sein. Die auf dem Bauch verschränkten Hände deuten auf ihre Schwangerschaft hin, die sie zu verbergen versucht.
Die von Vermeer dargestellte Szene spielt in der Dämmerung, weshalb die Gesichter der Frauen im Schatten liegen. Die Dunkelheit und das Diadem mit der Mondsichel sind eine Anspielung auf die häufige Gleichsetzung Dianas mit der Mondgöttin Selene. Der Zeitpunkt bestimmt auch die Farbgebung. So ist der Hintergrund sehr dunkel. Zudem sind die beiden am nächsten zum rechten Bildrand positionierten Nymphen dunkel gekleidet. Im Gegensatz dazu tragen Diana und die beiden anderen Nymphen helle Kleidungsstücke, die einen Kontrast zum Hintergrund bilden.

## Restaurierung
Das Gemälde Diana mit ihren Gefährtinnen wurde 1999 restauriert. Dabei stellte sich heraus, dass der Himmel nicht von Vermeer stammte, sondern erst später über das Original gemalt wurde. Dies wurde an der Verwendung von Preußischblau, das erst nach 1700 entdeckt wurde, sowie Chromgrün, das erst um 1830 entdeckt wurde, festgemacht. Analysen ergaben, dass die Farbe unter dem Himmel den dunklen Partien des Baumes im linken Hintergrund entsprach. Trotzdem wurde der Himmel nicht wieder entfernt, da darunter liegende Farbschichten hätten geschädigt werden können und nicht festzustellen war, in welchem Zustand sich die originale Schicht befindet, sondern nur mit einer dünnen Schicht dunkelbrauner Farbe übermalt. Zudem wurde festgestellt, dass am rechten Bildrand ein zwölf Zentimeter breiter Streifen des Bildes entfernt worden ist.

## Provenienz und Zuschreibung
Am 4. Mai 1876 ersteigerte Victor de Stuers, ein für Kunst zuständiger Beamter des niederländischen Außenministeriums, auf einer Auktion in Paris für 10.000 Franc das Gemälde Diana mit ihren Gefährtinnen für das Mauritshuis. Zu dem Zeitpunkt war das Bild noch Nicolaes Maes zugeschrieben, der ein Schüler Rembrandt van Rijns war. 1885 wurde entdeckt, dass die Signatur N.M. über J VMeer gemalt wurde, so dass de Stuers das Bild nun Vermeer zuschrieb. Diese Zuschreibung war aber nicht abgesichert, da es kaum Erkenntnisse zum erst vor kurzem wiederentdeckten Vermeer gab. Vier Jahre später schrieb der neue Direktor des Mauritshuis, Abraham Bredius, das Gemälde Johann van der Meer zu, weil es sich zu stark von den bekannten Werken Vermeers unterschied.
1901 änderte sich die Zuschreibung erneut, als die Londoner Kunsthändler Forbes & Robertson das Frühwerk Christus bei Maria und Martha von Jan Vermeer ausstellten. Bredius reiste mit dem stellvertretenden Direktor, Willem Martin, nach London. Martin schrieb aufgrund der ähnlichen Farben und Malweise auch Diana mit ihren Gefährtinnen Jan Vermeer zu, während Bredius nicht überzeugt war. Zudem wurden auch Ähnlichkeiten mit dem Gemälde Bei der Kupplerin, einem weiteren Frühwerk Vermeers, angeführt.
Trotzdem ist die Zuschreibungsfrage bis heute nicht zweifelsfrei geklärt.